# Danwon-gu
Danwon-gu är ett av de två stadsdistrikten i staden Ansan i Sydkorea. Den ligger i provinsen Gyeonggi, i den nordvästra delen av landet, 30 km söder om huvudstaden Seoul. Antalet invånare vid slutet av 2020 var 342 117.
Danwon-gu är indelat i 12 administrativa stadsdelar: 
Baegun-dong,
Choji-dong,
Daebu-dong,
Gojan-dong,
Hosu-dong,
Jungang-dong,
Seonbu 1-dong,
Seonbu 2-dong,
Seonbu 3-dong,
Singil-dong,
Wa-dong och
Wongok-dong.
Daebu-dong utgörs av ön Daebudo med flera mindre öar och cirka 25 km sydväst om Ansans centrum.